# 转运核糖核酸
转运核糖核酸（Transfer RNA），又称傳送核糖核酸、转移核糖核酸，通常简称為tRNA，是一種由76-90個核苷酸所組成的RNA，其3'端可以在氨酰-tRNA合成酶催化之下，接附特定種類的氨基酸。轉譯的過程中，tRNA可藉由自身的反密碼子識別mRNA上的密碼子，將該密碼子對應的氨基酸轉運至核糖體合成中的多肽鏈上。每個tRNA分子理論上只能與一種氨基酸接附，但是遺傳密碼有简并性（degeneracy），使得有多於一個以上的tRNA可以跟一種氨基酸接附。

## 研究歷史
在tRNA被發現以前，佛朗西斯·克里克就假設有種可以將RNA訊息轉換成蛋白質訊息的适配分子存在。1960年代早期，亚历山大·里奇、唐納德·卡斯帕爾等生物學家開始研究tRNA的結構，1965年，羅伯特·W·霍利首次分離了tRNA，並闡明了其序列與大致的結構，他因此貢獻而獲得1968年的諾貝爾生理學或醫學獎。tRNA最早由羅伯特·M·博克（Robert M. Bock）成功結晶，之後陸續有人提出tRNA苜蓿葉狀的二級結構，此結構於1973年由金成鎬與亚历山大·里奇的X射線繞射分析證實。另一个由阿龙·克卢格领导英国团队，在同一年发布同样的射线晶体学的发现。

## tRNA的发现
1955年Zamecnik认为标记的ATP可能参与RNA的生物合成。于是他将14C标记的ATP与微粒体（Microsome）和细胞抽提液的可溶性部分一起保温后，发现RNA居然也被标记了。他有点怀疑。可是，当他将14C标记的氨基酸与微粒体和可溶性部分在同样条件下保温后，他惊奇地发现，与RNA合成无关的14C氨基酸也标记了RNA，而且更意想不到的是14C标记的RNA不是核糖体的大分子RNA，而是可溶性部分中的小分子RNA。进一步，仅将可溶性部分与14C标记的氨基酸和ATP一起保温，则这种14C标记的氨基酸仍能与其中的小分子RNA结合。因此，这种可溶性部分中的小分子RNA被称为称sRNA（soluble RNA）。1956年Watson曾访问Zamecnik实验室，并对他们说，1955年Crick已经提出过“适配子”的设想。后来，这种 sRNA被命名为tRNA。

## tRNA的結構

來自酵母转运核糖核酸苯丙氨酸次級三葉草結構

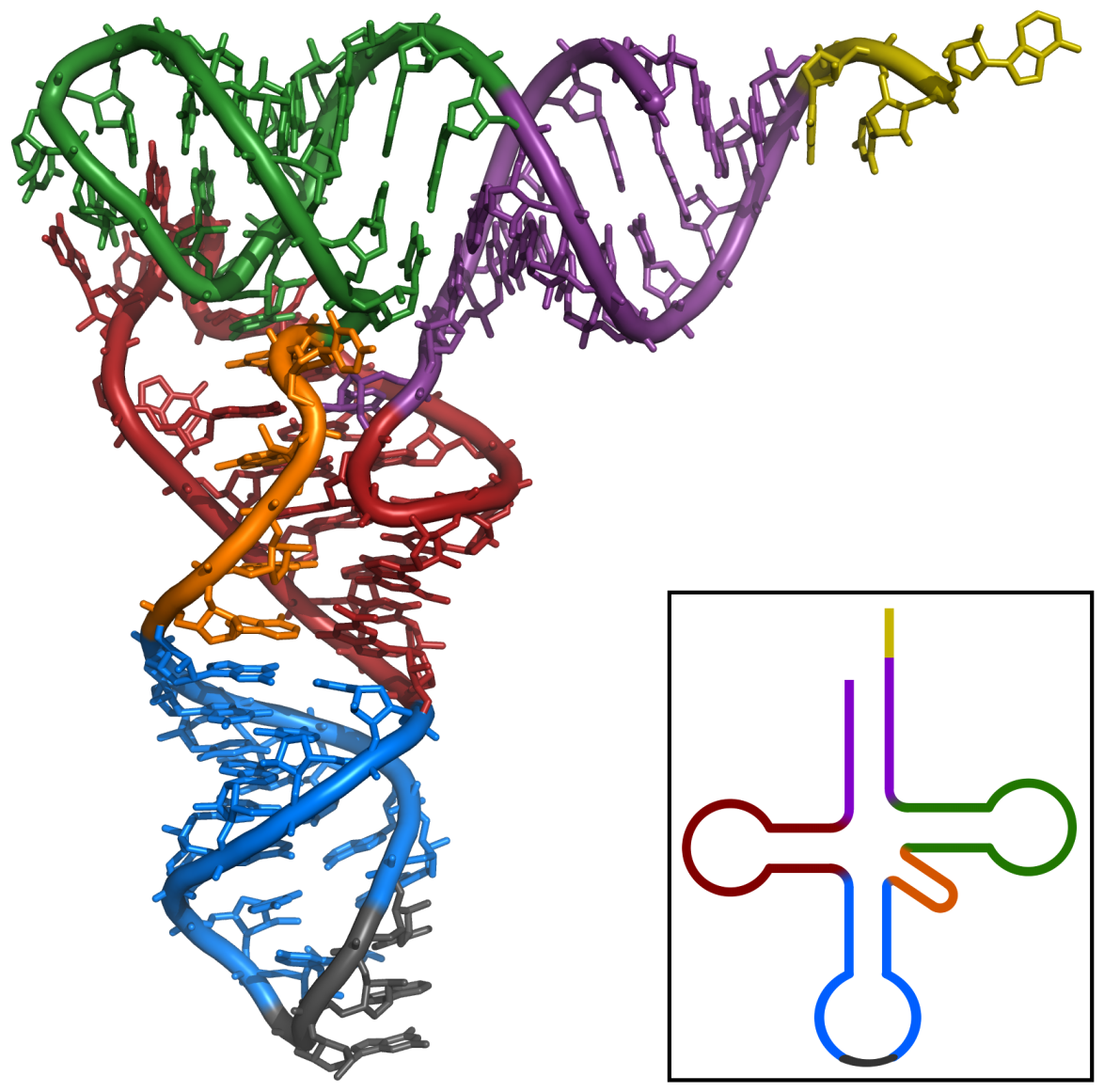
tRNA的結構

tRNA為74~95個鹼基的小片段RNA鏈，會折疊成苜蓿葉狀的核酸二級結構，呈三叶草形，它由氨基酸臂、二氢尿嘧啶环、反密码环、额外环和TΨC环五部分组成。
tRNA有一级结构（5'到3'的核苷酸方向），二级结构（通常显示为三叶草结构）和三级结构（所有的tRNA具有类似L-形的三维结构，允许它们与核糖体的P、A位点结合）。

### 特色
1. 5'端磷酸。
2. 受体臂（accept stem，也被稱作amino acid stem）是一個7個鹼基長的臂，其中包含5'端，與有3'端羟基（OH，能結合胺基酸於其上）的3'端。受体臂有可能含有非Watson-Crick所發現的鹼基對。
3. CCA尾（CCA tail）是tRNA分子3'端的CCA序列，在翻译时，帮助酶识别tRNA。
4. D臂（D arm）是在一个环（D loop）的端部4个碱基的臂，通常含有二氢尿嘧啶（dihydrouridine）。
5. 反密码子臂（anticodon arm）有5个碱基，包括反密码子（anticodon）。每一tRNA包括一个特异的三联反密码子序列，能够与氨基酸的一个或者多个密码子匹配。例如赖氨酸（lysine）的密码子之一是AAA，相应的tRNA的反密码子可能是UUU（一些反密码子可以与多于一个的密码子匹配被称为“摆动”）。
6. T臂（T arm）是5个碱基的茎，包括序列TψC。
7. 修饰碱基（Modified bases）是tRNA中的一些不常见的碱基，如腺嘌呤、鸟嘌呤、胞嘧啶和尿嘧啶的修饰形式。

### 氨酰化
氨酰化（Aminoacylation）是添加一个氨酰基团到化合物的过程。 
在氨酰tRNA合成酶（aminoacyl tRNA synthetase）的作用下，tRNA与特异的氨基酸进行氨酰化反应（aminoacylated）。对于一种氨基酸而言，尽管可能有多种 tRNA和多种反密码子，但是通常只有一种氨酰tRNA合成酶。合成酶对合适的tRNA的识别不仅仅是反密码子，受体臂也起了显著的作用。
反应：
1. 氨基酸 + ATP →氨基酰- AMP + PPi
2. 氨基酰-AMP + tRNA →氨基酰 - tRNA + AMP

某些生物可能缺少一种或多种氨酰基tRNA合成酶。 这导致通过化学相关的氨基酸被氨酰化的tRNA，并且通过使用一种或多种酶，tRNA被修饰为正确的被氨酰化。

## 参阅
- 信使核糖核酸（mRNA）
- 非編碼核糖核酸，和内含子
- 转运-信使核糖核酸（TmRNA）
- 轉譯 (生物學)
- 搖擺鹼基對
- 氨酰tRNA